# 13.º Parlamento de Malasia
El decimotercer Parlamento de Malasia inició el 24 de junio de 2013 cuando, tras realizarse elecciones federales, se constituyó el Dewan Rakyat (Cámara de Representantes), y se disolvió anticipadamente el 5 de abril de 2018 con el llamado a las siguientes elecciones. Fue el último legislativo dominado por la coalición Barisan Nasional y el partido Organización Nacional de los Malayos Unidos (UMNO), que gobernó Malasia entre 1957 y 2018, y sostuvo al segundo gobierno de Najib Razak.
Al comienzo de la legislatura el Dewan Rakyat era completamente bipartidista, con las coaliciones Barisan Nasional (oficialista) y el Pakatan Rakyat (opositora) como únicos bloques parlamentarios. Sin embargo, en 2015 el Pakatan Rakyat se disolvió debido a fricciones internas y se formaron dos coaliciones opositoras, el Pakatan Harapan (Pacto de Esperanza) y el Gagasan Sejahtera (Idea Próspera). Durante la legislatura, el líder de la oposición, Anwar Ibrahim, fue encarcelado acusado de sodomía homosexual por segunda vez, por lo que fue reemplazado por Wan Azizah Wan Ismail. Después de la disolución del Pakatan Rakyat, en 2016, el BN sufrió una ensición, el Partido Indígena Unido de Malasia (PPBM), que se unió al Pakatan Harapan en 2017.

## Conformación
| Estado          | BN      | PR     |
| --------------- | ------- | ------ |
| Perlis          | 3/3     | 0/3    |
| Kedah           | 10/15   | 5/15   |
| Kelantan        | 5/14    | 9/14   |
| Terengganu      | 4/8     | 4/8    |
| Penang          | 3/13    | 10/13  |
| Perak           | 12/24   | 12/24  |
| Pahang          | 10/14   | 4/14   |
| Selangor        | 5/22    | 17/22  |
| Kuala Lumpur    | 2/11    | 9/11   |
| Putrajaya       | 1/1     | 0/1    |
| Negeri Sembilan | 5/8     | 3/8    |
| Malacca         | 4/6     | 2/6    |
| Johor           | 21/26   | 5/26   |
| Labuán          | 1/1     | 0/1    |
| Sabah           | 22/25   | 3/25   |
| Sarawak         | 25/31   | 6/31   |
| Total           | 133/222 | 89/222 |

## Dewan Rakyat
| Estado          | Circunscripción | Circunscripción       | Partido                            | Partido                                   | Diputado                            |
| --------------- | --------------- | --------------------- | ---------------------------------- | ----------------------------------------- | ----------------------------------- |
| Perlis          | P001            | Padang Besar          |                                    | Barisan Nasional (UMNO)                   | Zahidi Zainul Abidin                |
| Perlis          | P002            | Kangar                |                                    | Barisan Nasional (UMNO)                   | Shaharuddin Ismail                  |
| Perlis          | P003            | Arau                  |                                    | Barisan Nasional (UMNO)                   | Shahidan Kassim                     |
| Kedah           | P004            | Langkawi              |                                    | Barisan Nasional (UMNO)                   | Nawawi Ahmad                        |
| Kedah           | P005            | Jerlun                |                                    | Barisan Nasional (UMNO)                   | Othman Aziz                         |
| Kedah           | P006            | Kubang Pasu           |                                    | Barisan Nasional (UMNO)                   | Mohd Johari Baharum                 |
| Kedah           | P007            | Padang Terap          |                                    | Barisan Nasional (UMNO)                   | Mahdzir Khalid                      |
| Kedah           | P008            | Pokok Sena            |                                    | Pakatan Rakyat (PAS)                      | Mahfuz Omar                         |
| Kedah           | P009            | Alor Setar            |                                    | Pakatan Rakyat (PKR)                      | Gooi Hsiao-Leung                    |
| Kedah           | P010            | Kuaal Kedah           |                                    | Pakatan Rakyat (PKR)                      | Azman Ismail                        |
| Kedah           | P011            | Pendang               |                                    | Barisan Nasional (UMNO)                   | Othman Abdul                        |
| Kedah           | P012            | Jerai                 |                                    | Barisan Nasional (UMNO)                   | Jamil Khir Baharom                  |
| Kedah           | P013            | Sik                   |                                    | Barisan Nasional (UMNO)                   | Mansor Abd Rahman                   |
| Kedah           | P014            | Merbok                |                                    | Barisan Nasional (UMNO)                   | Ismail Daut                         |
| Kedah           | P015            | Sungai Petani         |                                    | Pakatan Rakyat (PKR)                      | Johari Abdul                        |
| Kedah           | P016            | Baling                |                                    | Barisan Nasional (UMNO)                   | Abdul Azeez Abdul Rahim             |
| Kedah           | P017            | Padang Serai          |                                    | Pakatan Rakyat (PKR)                      | Surendran Nagarajan                 |
| Kedah           | P018            | Kulim-Bandar Baharu   |                                    | Barisan Nasional (UMNO)                   | Kulim-Bandar Baharu                 |
| Kelantan        | P019            | Tumpat                |                                    | Pakatan Rakyat (PAS)                      | Kamarudin Jaffar                    |
| Kelantan        | P020            | Pengkalan Chepa       |                                    | Pakatan Rakyat (PAS)                      | Izani Husin                         |
| Kelantan        | P021            | Kota Bharu            |                                    | Pakatan Rakyat (PAS)                      | Takiyuddin Hassan                   |
| Kelantan        | P022            | Pasir Mas             |                                    | Pakatan Rakyat (PAS)                      | Nik Mohamad Abduh Nik Abdul Aziz    |
| Kelantan        | P023            | Rantau Panjang        |                                    | Pakatan Rakyat (PAS)                      | Siti Zailah Mohd Yusoff             |
| Kelantan        | P024            | Kubang Kerian         |                                    | Pakatan Rakyat (PAS)                      | Ahmad Baihaki Atiqullah             |
| Kelantan        | P025            | Bachok                |                                    | Pakatan Rakyat (PAS)                      | Ahmad Marzuk Shaary                 |
| Kelantan        | P026            | Baling                |                                    | Barisan Nasional (UMNO)                   | Annuar Musa                         |
| Kelantan        | P027            | Tanah Merah           |                                    | Barisan Nasional (UMNO)                   | Ikmal Hisham Abdul Aziz             |
| Kelantan        | P028            | Pasir Puteh           |                                    | Pakatan Rakyat (PAS)                      | Nik Muhd Zawawi Salleh              |
| Kelantan        | P029            | Machang               |                                    | Barisan Nasional (UMNO)                   | Ahmad Jazlan Yaakub                 |
| Kelantan        | P030            | Jeli                  |                                    | Barisan Nasional (UMNO)                   | Mustapa Mohamed                     |
| Kelantan        | P031            | Pasir Puteh           |                                    | Pakatan Rakyat (PAS)                      | Mohd Hatta Ramli                    |
| Kelantan        | P032            | Gua Musang            |                                    | Barisan Nasional (UMNO)                   | Tengku Razaleigh Hamzah             |
| Terengganu      | P033            | Besut                 |                                    | Barisan Nasional (UMNO)                   | Idris Jusoh                         |
| Terengganu      | P034            | Setiu                 |                                    | Barisan Nasional (UMNO)                   | Che Mohamad Zulkifly Jusoh          |
| Terengganu      | P035            | Kuala Nerus           |                                    | Pakatan Rakyat (PAS)                      | Mohd Khairuddin Aman Razali         |
| Terengganu      | P036            | Kuala Terengganu      |                                    | Pakatan Rakyat (PAS)                      | Raja Kamarul Bahrin Shah Raja Ahmad |
| Terengganu      | P037            | Marang                |                                    | Pakatan Rakyat (PAS)                      | Abdul Hadi Awang                    |
| Terengganu      | P038            | Hulu Terengganu       |                                    | Barisan Nasional (UMNO)                   | Rosol Wahid                         |
| Terengganu      | P039            | Dungun                |                                    | Pakatan Rakyat (PAS)                      | Wan Hassan Mohd Ramli               |
| Terengganu      | P040            | Kemaman               |                                    | Barisan Nasional (UMNO)                   | Ahmad Shabery Cheek                 |
| Penang          | P041            | Kepala Batas          |                                    | Barisan Nasional (UMNO)                   | Reezal Merican Naina Merican        |
| Penang          | P042            | Tasek Gelugor         |                                    | Barisan Nasional (UMNO)                   | Shabudin Yahaya                     |
| Penang          | P043            | Bagan                 |                                    | Pakatan Rakyat (DAP)                      | Lim Guan Eng                        |
| Penang          | P044            | Permatang Pauh        |                                    | Pakatan Rakyat (PKR)                      | Anwar Ibrahim                       |
| Penang          | P044            | Permatang Pauh        | Wan Azizah Wan Ismail (desde 2015) | Pakatan Rakyat (PKR)                      |                                     |
| Penang          | P045            | Bukit Mertajam        |                                    | Pakatan Rakyat (DAP)                      | Steven Sim Chee Keong               |
| Penang          | P046            | Batu Kawan            |                                    | Pakatan Rakyat (DAP)                      | Kasthuriraani Patto                 |
| Penang          | P047            | Nibong Tebal          |                                    | Pakatan Rakyat (PKR)                      | Mansor Othman                       |
| Penang          | P048            | Bukit Bendera         |                                    | Pakatan Rakyat (DAP)                      | Zairil Khir Johari                  |
| Penang          | P049            | Tanjong               |                                    | Pakatan Rakyat (DAP)                      | Ng Wei Aik                          |
| Penang          | P050            | Jelutong              |                                    | Pakatan Rakyat (DAP)                      | Jeff Ooi Chuan Aun                  |
| Penang          | P051            | Bukit Gelugor         |                                    | Pakatan Rakyat (DAP)                      | Ramkarpal Singh                     |
| Penang          | P052            | Bayan Baru            |                                    | Pakatan Rakyat (PKR)                      | Sim Tze Tzin                        |
| Penang          | P053            | Balik Pulau           |                                    | Barisan Nasional (UMNO)                   | Hilmi Yahaya                        |
| Perak           | P054            | Gerik                 |                                    | Barisan Nasional (UMNO)                   | Hasbullah Osman                     |
| Perak           | P055            | Lenggong              |                                    | Barisan Nasional (UMNO)                   | Shamsul Anuar Nasarah               |
| Perak           | P056            | Larut                 |                                    | Barisan Nasional (UMNO)                   | Hamzah Zainudin                     |
| Perak           | P057            | Parit Buntar          |                                    | Pakatan Rakyat (PAS)                      | Mujahid Yusof Rawa                  |
| Perak           | P058            | Bagan Serai           |                                    | Barisan Nasional (UMNO)                   | Noor Azmi bin Ghazali               |
| Perak           | P059            | Bukit Gantang         |                                    | Pakatan Rakyat (PAS)                      | Idris Ahmad                         |
| Perak           | P060            | Taiping               |                                    | Pakatan Rakyat (DAP)                      | Nga Kor Ming                        |
| Perak           | P061            | Padang Rengas         |                                    | Barisan Nasional (UMNO)                   | Mohamed Nazri bin Abdul Aziz        |
| Perak           | P062            | Sungai Siput          |                                    | Pakatan Rakyat (PSM)                      | Michael Jeyakumar Devaraj           |
| Perak           | P063            | Tambun                |                                    | Barisan Nasional (UMNO)                   | Ahmad Husni Hanadzlah               |
| Perak           | P064            | Ipoh Timor            |                                    | Pakatan Rakyat (DAP)                      | Su Keong Siong                      |
| Perak           | P065            | Ipoh Barat            |                                    | Pakatan Rakyat (DAP)                      | M. Kulasegaran                      |
| Perak           | P066            | Batu Gajah            |                                    | Pakatan Rakyat (DAP)                      | V. Sivakumar                        |
| Perak           | P067            | Kuala Kangsar         |                                    | Barisan Nasional (UMNO)                   | Mastura Yazid                       |
| Perak           | P068            | Beruas                |                                    | Pakatan Rakyat (DAP)                      | Ngeh Koo Ham                        |
| Perak           | P069            | Parit                 |                                    | Barisan Nasional (UMNO)                   | Mohd Zaim Abu Hassan                |
| Perak           | P070            | Kampar                |                                    | Pakatan Rakyat (DAP)                      | Ko Chung Sen                        |
| Perak           | P071            | Gopeng                |                                    | Pakatan Rakyat (PKR)                      | Lee Boon Chye                       |
| Perak           | P072            | Tapah                 |                                    | Barisan Nasional (MIC)                    | M. Saravanan                        |
| Perak           | P073            | Pasir Salak           |                                    | Barisan Nasional (UMNO)                   | Tajuddin Abdul Rahman               |
| Perak           | P074            | Lumut                 |                                    | Pakatan Rakyat (PKR)                      | Mohamad Imran Abdul Hamid           |
| Perak           | P075            | Bagan Datuk           |                                    | Barisan Nasional (UMNO)                   | Ahmad Zahid Hamidi                  |
| Perak           | P076            | Teluk Intan           |                                    | Barisan Nasional (Gerakan)                | Mah Siew Keong                      |
| Perak           | P077            | Tanjong Malim         |                                    | Barisan Nasional (MCA)                    | Ong Ka Chuan                        |
| Pahang          | P078            | Cameron Highlands     |                                    | Barisan Nasional (MIC)                    | Palanivel Govindasamy               |
| Pahang          | P079            | Lipis                 |                                    | Barisan Nasional (UMNO)                   | Abdul Rahman bin Mohamad            |
| Pahang          | P080            | Raub                  |                                    | Pakatan Rakyat (DAP)                      | Mohd Ariff Sabri Abdul Aziz         |
| Pahang          | P081            | Jerantut              |                                    | Barisan Nasional (UMNO)                   | Ahmad Nazlan                        |
| Pahang          | P082            | Indera Mahkota        |                                    | Pakatan Rakyat (PKR)                      | Fauzi Abdul Rahman                  |
| Pahang          | P083            | Kuantan               |                                    | Pakatan Rakyat (PKR)                      | Fuziah Salleh                       |
| Pahang          | P084            | Paya Besar            |                                    | Barisan Nasional (UMNO)                   | Abdul Manan Ismail                  |
| Pahang          | P085            | Pekan                 |                                    | Barisan Nasional (UMNO)                   | Najib Razak (Primer ministro)       |
| Pahang          | P086            | Maran                 |                                    | Barisan Nasional (UMNO)                   | Ismail bin Abd Muttalib             |
| Pahang          | P087            | Kuala Krau            |                                    | Barisan Nasional (UMNO)                   | Ismail bin Mohamed Said             |
| Pahang          | P088            | Temerloh              |                                    | Pakatan Rakyat (PAS)                      | Nasrudin Hassan                     |
| Pahang          | P089            | Bentong               |                                    | Barisan Nasional (MCA)                    | Liow Tiong Lai                      |
| Pahang          | P090            | Bera                  |                                    | Barisan Nasional (UMNO)                   | Ismail Sabri Yaakob                 |
| Pahang          | P091            | Rompin                |                                    | Barisan Nasional (UMNO)                   | Hasan bin Arifin                    |
| Selangor        | P092            | Sabak Bernam          |                                    | Barisan Nasional (UMNO)                   | Mohd Fasiah Mohd Fakeh              |
| Selangor        | P093            | Sungai Besar          |                                    | Barisan Nasional (UMNO)                   | Budiman Mohd Zohdi                  |
| Selangor        | P094            | Hulu Selangor         |                                    | Barisan Nasional (MIC)                    | Kamalanathan Panchanathan           |
| Selangor        | P095            | Tanjong Karang        |                                    | Barisan Nasional (UMNO)                   | Noh Omar                            |
| Selangor        | P096            | Kuala Selangor        |                                    | Barisan Nasional (UMNO)                   | Irmohizam Ibrahim                   |
| Selangor        | P097            | Selayang              |                                    | Pakatan Rakyat (PKR)                      | William Leong Jee Keen              |
| Selangor        | P098            | Gombak                |                                    | Pakatan Rakyat (PKR)                      | Mohamed Azmin Ali                   |
| Selangor        | P099            | Ampang                |                                    | Pakatan Rakyat (PKR)                      | Zuraida Kamarudin                   |
| Selangor        | P100            | Pandan                |                                    | Pakatan Rakyat (PKR)                      | Rafizi Ramli                        |
| Selangor        | P101            | Hulu Langat           |                                    | Pakatan Rakyat (PAS)                      | Che Rosli Che Mat                   |
| Selangor        | P102            | Bangi                 |                                    | Pakatan Rakyat (DAP)                      | Ong Kian Ming                       |
| Selangor        | P103            | Puchong               |                                    | Pakatan Rakyat (DAP)                      | Gobind Singh Deo                    |
| Selangor        | P104            | Subang                |                                    | Pakatan Rakyat (PKR)                      | Wong Chen                           |
| Selangor        | P105            | Petaling Jaya Selatan |                                    | Pakatan Rakyat (PKR)                      | Hee Loy Sian                        |
| Selangor        | P106            | Petaling Jaya Utara   |                                    | Pakatan Rakyat (DAP)                      | Tony Pua Kiam Wee                   |
| Selangor        | P107            | Sungai Buloh          |                                    | Pakatan Rakyat (PKR)                      | Sivarasa K. Rasiah                  |
| Selangor        | P108            | Shah Alam             |                                    | Pakatan Rakyat (PAS)                      | Khalid Samad                        |
| Selangor        | P109            | Kapar                 |                                    | Pakatan Rakyat (PKR)                      | G. Manivannan                       |
| Selangor        | P110            | Klang                 |                                    | Pakatan Rakyat (DAP)                      | Charles Anthony Santiago            |
| Selangor        | P111            | Kota Raja             |                                    | Pakatan Rakyat (PAS)                      | Siti Mariah Mahmud                  |
| Selangor        | P112            | Kuala Langat          |                                    | Pakatan Rakyat (PKR)                      | Abdullah Sani Abdul Hamid           |
| Selangor        | P113            | Sepang                |                                    | Pakatan Rakyat (PAS)                      | Mohamed Hanipa Maidin               |
| Kuala Lumpur    | P114            | Kepong                |                                    | Pakatan Rakyat (DAP)                      | Tan Seng Giaw                       |
| Kuala Lumpur    | P115            | Batu                  |                                    | Pakatan Rakyat (PKR)                      | Chua Tian Chang                     |
| Kuala Lumpur    | P116            | Wangsa Maju           |                                    | Pakatan Rakyat (PKR)                      | Tan Kee Kwong                       |
| Kuala Lumpur    | P117            | Segambut              |                                    | Pakatan Rakyat (DAP)                      | Lim Lip Eng                         |
| Kuala Lumpur    | P118            | Setiawangsa           |                                    | Barisan Nasional (UMNO)                   | Ahmad Fauzi Zahari                  |
| Kuala Lumpur    | P119            | Titiwangsa            |                                    | Barisan Nasional (UMNO)                   | Johari Abdul Ghani                  |
| Kuala Lumpur    | P120            | Bukit Bintang         |                                    | Pakatan Rakyat (DAP)                      | Fong Kui Lun                        |
| Kuala Lumpur    | P121            | Lembah Pantai         |                                    | Pakatan Rakyat (PKR)                      | Nurul Izzah Anwar                   |
| Kuala Lumpur    | P122            | Seputeh               |                                    | Pakatan Rakyat (DAP)                      | Teresa Kok Suh Sim                  |
| Kuala Lumpur    | P123            | Cheras                |                                    | Pakatan Rakyat (DAP)                      | Tan Kok Wai                         |
| Kuala Lumpur    | P124            | Bandar Tun Razak      |                                    | Pakatan Rakyat (PKR)                      | Abdul Khalid Ibrahim                |
| Putrajaya       | P125            | Putrajaya             |                                    | Barisan Nasional (UMNO)                   | Tengku Adnan Tengku Mansor          |
| Negeri Sembilan | P126            | Jelebu                |                                    | Barisan Nasional (UMNO)                   | Zainudin Ismail                     |
| Negeri Sembilan | P127            | Jempol                |                                    | Barisan Nasional (UMNO)                   | Mohd Isa Abdul Samad                |
| Negeri Sembilan | P128            | Seremban              |                                    | Pakatan Rakyat (DAP)                      | Loke Siew Fook                      |
| Negeri Sembilan | P129            | Kuala Pilah           |                                    | Barisan Nasional (UMNO)                   | Hasan Malek                         |
| Negeri Sembilan | P130            | Rasah                 |                                    | Pakatan Rakyat (DAP)                      | Teo Kok Seong                       |
| Negeri Sembilan | P131            | Rembau                |                                    | Barisan Nasional (UMNO)                   | Khairy Jamaluddin Abu Bakar         |
| Negeri Sembilan | P132            | Telok Kemang          |                                    | Pakatan Rakyat (PKR)                      | Kamarul Baharin Abbas               |
| Negeri Sembilan | P133            | Tampin                |                                    | Barisan Nasional (UMNO)                   | Shaziman Abu Mansor                 |
| Malacca         | P134            | Masjid Tanah          |                                    | Barisan Nasional (UMNO)                   | Mas Ermieyati Samsudin              |
| Malacca         | P135            | Alor Gajah            |                                    | Barisan Nasional (MCA)                    | Koh Nai Kwong                       |
| Malacca         | P136            | Tangga Batu           |                                    | Barisan Nasional (UMNO)                   | Abu Bakar Mohamad Diah              |
| Malacca         | P137            | Hang Tuah Jaya        |                                    | Pakatan Rakyat (PKR)                      | Shamsul Iskandar Md. Akin           |
| Malacca         | P138            | Kota Melaka           |                                    | Pakatan Rakyat (DAP)                      | Sim Tong Him                        |
| Malacca         | P139            | Jasin                 |                                    | Barisan Nasional (UMNO)                   | Ahmad Hamzah                        |
| Johor           | P140            | Segamat               |                                    | Barisan Nasional (MIC)                    | Subramaniam Sathasivam              |
| Johor           | P141            | Sekijang              |                                    | Barisan Nasional (PKR)                    | Anuar Abdul Manap                   |
| Johor           | P142            | Labis                 |                                    | Barisan Nasional (MCA)                    | Chua Tee Yong                       |
| Johor           | P143            | Pagoh                 |                                    | Barisan Nasional (UMNO)                   | Muhyiddin Yassin                    |
| Johor           | P144            | Ledang                |                                    | Barisan Nasional (UMNO)                   | Hamim Samuri                        |
| Johor           | P145            | Bakri                 |                                    | Pakatan Rakyat (DAP)                      | Er Teck Hwa                         |
| Johor           | P146            | Muar                  |                                    | Barisan Nasional (UMNO)                   | Razali Ibrahim                      |
| Johor           | P147            | Parit Sulong          |                                    | Barisan Nasional (UMNO)                   | Noraini Ahmad                       |
| Johor           | P148            | Ayer Hitam            |                                    | Barisan Nasional (MCA)                    | Wee Ka Siong                        |
| Johor           | P149            | Sri Gading            |                                    | Barisan Nasional (UMNO)                   | Aziz Kaprawi                        |
| Johor           | P150            | Batu Pahat            |                                    | Pakatan Rakyat (PKR)                      | Mohd Idris Jusi                     |
| Johor           | P151            | Simpang Renggam       |                                    | Barisan Nasional (Gerakan)                | Liang Teck Meng                     |
| Johor           | P152            | Kluang                |                                    | Pakatan Rakyat (DAP)                      | Liew Chin Tong                      |
| Johor           | P153            | Sembrong              |                                    | Barisan Nasional (UMNO)                   | Hishammuddin Hussein                |
| Johor           | P154            | Mersing               |                                    | Barisan Nasional (UMNO)                   | Abdul Latiff Ahmad                  |
| Johor           | P155            | Tenggara              |                                    | Barisan Nasional (UMNO)                   | Adham Baba                          |
| Johor           | P156            | Kota Tinggi           |                                    | Barisan Nasional (UMNO)                   | Halimah Mohd Sadique                |
| Johor           | P157            | Pengerang             |                                    | Barisan Nasional (UMNO)                   | Azalina Othman Said                 |
| Johor           | P158            | Tebrau                |                                    | Barisan Nasional (MCA)                    | Khoo Soo Seang                      |
| Johor           | P159            | Pasir Gudang          |                                    | Barisan Nasional (UMNO)                   | Normala Abdul Samad                 |
| Johor           | P160            | Johor Bahru           |                                    | Barisan Nasional (UMNO)                   | Shahrir Abdul Samad                 |
| Johor           | P161            | Pulai                 |                                    | Barisan Nasional (UMNO)                   | Nur Jazlan Mohamed                  |
| Johor           | P162            | Iskandar Puteri       |                                    | Pakatan Rakyat (DAP)                      | Lim Kit Siang                       |
| Johor           | P163            | Kulai                 |                                    | Pakatan Rakyat (DAP)                      | Teo Nie Ching                       |
| Johor           | P164            | Pontian               |                                    | Barisan Nasional (UMNO)                   | Ahmad Maslan                        |
| Johor           | P165            | Tanjong Piai          |                                    | Barisan Nasional (MCA)                    | Wee Jeck Seng                       |
| Labuán          | P166            | Labuán                |                                    | Barisan Nasional (UMNO)                   | Rozman Isli                         |
| Sabah           | P167            | Kudat                 |                                    | Barisan Nasional (UMNO)                   | Abdul Rahim Bakri                   |
| Sabah           | P168            | Kota Marudu           |                                    | Barisan Nasional (PBS)                    | Maximus Johnity Ongkili             |
| Sabah           | P169            | Kota Belud            |                                    | Barisan Nasional (UMNO)                   | Abdul Rahman Dahlan                 |
| Sabah           | P170            | Tuaran                |                                    | Barisan Nasional (UPKO)                   | Wilfred Madius Tangau               |
| Sabah           | P171            | Sepanggar             |                                    | Barisan Nasional (UMNO)                   | Jumat Idris                         |
| Sabah           | P172            | Kota Kinabalu         |                                    | Pakatan Rakyat (DAP)                      | Chan Foong Hin                      |
| Sabah           | P173            | Putatan               |                                    | Barisan Nasional (UPKO)                   | Marcus Mojigoh                      |
| Sabah           | P174            | Penampang             |                                    | Pakatan Rakyat (PKR)                      | Ignatius Dorrel Leiking             |
| Sabah           | P175            | Papar                 |                                    | Barisan Nasional (UMNO)                   | Rosnah Abdul Rashid Shirlin         |
| Sabah           | P176            | Kimanis               |                                    | Barisan Nasional (UMNO)                   | Anifah Aman                         |
| Sabah           | P177            | Beaufort              |                                    | Barisan Nasional (UMNO)                   | Azizah Mohd Dun                     |
| Sabah           | P178            | Sipitang              |                                    | Barisan Nasional (UMNO)                   | Sapawi Ahmad                        |
| Sabah           | P179            | Ranau                 |                                    | Barisan Nasional (UMNO)                   | Ewon Ebin                           |
| Sabah           | P180            | Keningau              |                                    | Barisan Nasional (PBS)                    | Jeffrey Kitingan                    |
| Sabah           | P181            | Tenom                 |                                    | Barisan Nasional (UMNO)                   | Raime Unggi                         |
| Sabah           | P182            | Pensiangan            |                                    | Barisan Nasional (PBRS)                   | Arthur Joseph Kurup                 |
| Sabah           | P183            | Beluran               |                                    | Barisan Nasional (UMNO)                   | Ronald Kiandee                      |
| Sabah           | P184            | Libaran               |                                    | Barisan Nasional (UMNO)                   | Juslie Ajirol                       |
| Sabah           | P185            | Batu Sapi             |                                    | Barisan Nasional (PBS)                    | Linda Tsen Thau Lin                 |
| Sabah           | P186            | Sandakan              |                                    | Pakatan Rakyat (DAP)                      | Wong Tien Fatt                      |
| Sabah           | P187            | Kinabatangan          |                                    | Barisan Nasional (UMNO)                   | Bung Moktar Radin                   |
| Sabah           | P188            | Silam                 |                                    | Barisan Nasional (UMNO)                   | Nasrun Mansur                       |
| Sabah           | P189            | Semporna              |                                    | Barisan Nasional (UMNO)                   | Mohd Shafie Apdal                   |
| Sabah           | P190            | Tawau                 |                                    | Barisan Nasional (PBS)                    | Mary Yap Kain Ching                 |
| Sabah           | P191            | Kalabakan             |                                    | Barisan Nasional (UMNO)                   | Abdul Ghapur Salleh                 |
| Sarawak         | P192            | Mas Gading            |                                    | Barisan Nasional (SPDP)                   | Nogeh Gumbek                        |
| Sarawak         | P193            | Santubong             |                                    | Barisan Nasional (PBB)                    | Wan Junaidi Tuanku Jaafar           |
| Sarawak         | P194            | Petra Jaya            |                                    | Barisan Nasional (PBB)                    | Fadillah Yusof                      |
| Sarawak         | P195            | Bandar Kuching        |                                    | Pakatan Rakyat (DAP)                      | Chong Chieng Jen                    |
| Sarawak         | P196            | Stampin               |                                    | Pakatan Rakyat (DAP)                      | Julian Tan Kok Ping                 |
| Sarawak         | P197            | Kota Samarahan        |                                    | Barisan Nasional (PBB)                    | Rubiah Wang                         |
| Sarawak         | P198            | Puncak Borneo         |                                    | Barisan Nasional (PBB)                    | James Dawos Mamit                   |
| Sarawak         | P199            | Serian                |                                    | Barisan Nasional (SUPP)                   | Richard Riot Jaem                   |
| Sarawak         | P200            | Batang Sadong         |                                    | Barisan Nasional (PBB)                    | Nancy Shukri                        |
| Sarawak         | P201            | Batang Lupar          |                                    | Barisan Nasional (PBB)                    | Rohani Abdul Karim                  |
| Sarawak         | P202            | Sri Aman              |                                    | Barisan Nasional (PRS)                    | Masir Kujat                         |
| Sarawak         | P203            | Lubok Antu            |                                    | Barisan Nasional (PRS)                    | William Nyallau Badak               |
| Sarawak         | P204            | Betong                |                                    | Barisan Nasional (PBB)                    | Douglas Uggah Embas                 |
| Sarawak         | P205            | Saratok               |                                    | Barisan Nasional (Independiente asociado) | William Mawan Ikom                  |
| Sarawak         | P206            | Tanjong Manis         |                                    | Barisan Nasional (PBB)                    | Norah Abdul Rahman                  |
| Sarawak         | P207            | Igan                  |                                    | Barisan Nasional (PBB)                    | Wahab Dolah                         |
| Sarawak         | P208            | Sarikei               |                                    | Pakatan Rakyat (DAP)                      | Wong Ling Biu                       |
| Sarawak         | P209            | Julau                 |                                    | Barisan Nasional (PRS)                    | Joseph Salang Gandum                |
| Sarawak         | P210            | Kanowit               |                                    | Barisan Nasional (PRS)                    | Aaron Ago Dagang                    |
| Sarawak         | P211            | Lanang                |                                    | Pakatan Rakyat (DAP)                      | Alice Lau Kiong Yieng               |
| Sarawak         | P212            | Sibu                  |                                    | Pakatan Rakyat (DAP)                      | Oscar Ling Chai Yew                 |
| Sarawak         | 213             | Mukah                 |                                    | Barisan Nasional (PBB)                    | Leo Michael Toyad                   |
| Sarawak         | P214            | Selangau              |                                    | Barisan Nasional (PRS)                    | Joseph Entulu Belaun                |
| Sarawak         | P215            | Kapit                 |                                    | Barisan Nasional (PBB)                    | Alexander Nanta Linggi              |
| Sarawak         | P216            | Hulu Rajang           |                                    | Barisan Nasional (PRS)                    | Wilson Ugak Kumbong                 |
| Sarawak         | P217            | Bintulu               |                                    | Barisan Nasional (SPDP)                   | Tiong King Sing                     |
| Sarawak         | P218            | Sibuti                |                                    | Barisan Nasional (PBB)                    | Ahmad Lai Bujang                    |
| Sarawak         | P219            | Miri                  |                                    | Pakatan Rakyat (PKR)                      | Michael Teo Yu Keng                 |
| Sarawak         | 220             | Baram                 |                                    | Barisan Nasional (SPDP)                   | Anyi Ngau                           |
| Sarawak         | P221            | Limbang               |                                    | Barisan Nasional (PBB)                    | Hasbi Habibollah                    |
| Sarawak         | P222            | Lawas                 |                                    | Barisan Nasional (PBB)                    | Henry Sum Agong                     |